# Скловський Євген Львович
Євген Львович Скловський (1 (13) квітня 1869, Київ — 10 жовтня 1930) — український лікар-педіатр, педагог. Доктор медицини, професор.

## Життєпис
Після закінчення медичного факультету Київського університету працював земським лікарем (1892—1896), згодом співробітник Київського університету.
У 1906 організував у Києві першу в Україні консультацію для новонароджених, у 1911 — перші дитячі ясла; у 1918—1920 керував відділом охорони материнства та дитинства Київського округового відділу охорони здоров'я, у 1920—1928 очолював кафедру дитячих хвороб Київського клінічного інституту (теперішній Національний університет охорони здоров'я України імені Платона Шупика), один з його засновників.
Праці Скловського присвячені вивченню туберкульозу в дітей, дифтерії та інших дитячих захворювань, боротьбі з дитячою смертністю тощо. Серед його учнів — доктори наук Віра Балабан, Любов Зельдич, Еммануїл Фрідман, Олена Хохол тощо.
Жив у Києві, в прибутковому будинку Мороза (теперішня вулиця Володимирська, 61/11). Помер на 62-му році життя 10 жовтня 1930 року.